# Nihal
Nihal eller Beta Leporis (β  Leporis, förkortat Beta Lep, β  Lep) som är stjärnans Bayerbeteckning, är en dubbelstjärna belägen i den mellersta delen av stjärnbilden Haren. Den har en skenbar magnitud på 2,84 och är synlig för blotta ögat och den näst ljusaste stjärnan i stjärnbilden. Baserat på parallaxmätning inom Hipparcosuppdraget på ca 20,3 mas, beräknas den befinna sig på ett avstånd på ca 160 ljusår (ca 49 parsek) från solen.

## Nomenklatur
Beta Leporis har det traditionella namnet Nihal som är arabiska för ”släcka sin törst”. Den tillfälligt förekommande stavningen Nibal beror troligen på en felskrivning. År 2016 organiserade Internationella astronomiska unionen en arbetsgrupp för stjärnnamn (WGSN) med uppgift att katalogisera och standardisera riktiga namn för stjärnor. WGSN:s första bulletin av juli 2016 innehöll en tabell över de första två satserna av namn som fastställts av WGSN och som inkluderade namnet Nihal för denna stjärna.

## Egenskaper
Nihal är en gul till vit jättestjärna av spektralklass G5 II. Den är omkring 240 miljoner år gammal vilket är tillräckligt med tid för en stjärna av denna storlek till att förbruka vätet i dess kärna och utvecklas bort från huvudserien och bli en ljusstark jätte. Den har en massa som är ca 3,5 gånger större än solens massa, en radie som är ca 16 gånger större än solens och utsänder från dess fotosfär ca 171 gånger mera energi än solen vid en effektiv temperatur på ca 5 450 K.
Beta Leporis är en tvåstjärnig konstellation och kan vara en dubbelstjärna. Med hjälp av adaptiv optik på AEOS-teleskopet vid Haleakala observatorium har noterats att paret är separerat med 2,58 bågsekunder vid en positionsvinkel på 1,4°. Beta Leporis B har observerats variera i ljusstyrka och är katalogiserad som misstänkt variabel stjärna av NSV 2008.